# Van Leeuwenhoekpark (Delft)
Het Van Leeuwenhoekpark is een (toekomstig) park in de Zuid-Hollandse stad Delft. Het park is aangelegd op het voormalig spoorwegtracé van de spoorlijn Amsterdam - Rotterdam. Met de eerste fase van de aanleg van het park is in september 2022 begonnen.
Het park maakt deel uit van het stedenbouwkundigproject Nieuw Delft dat wordt gebouwd op het tunneldak van de Willem van Oranjetunnel. Het park zal bestaan uit twee delen, het noordelijk deel is gesitueerd tussen het Stationsplein en de Ireneboulevard. Het zuidelijk deel ten zuiden van de Ireneboulevard.
Het ontwerp voor het park is gemaakt door Baljon landschapsarchitecten en vormt een langwerpige centrale structuur tussen de nieuwbouw van Nieuw Delft. Het is gebaseerd op de Delftse grachtenstructuur dat lange waterlijnen kent met korte dwarsdoorsteken. Een licht slingerend pad zal langs de licht glooiende flanken van het park lopen en creëert ruimte voor ontspannen en sporten in het park.
In het ontwerp is rekening gehouden met kennis en klimaatmodellen van de TU Delft. Zo werd aan de hand van een temperatuurmodellering bij de kop van het park een waterkunstwerk toegevoegd dat naast verkoeling ook voor speelplezier zorgt.
Het noordelijk deel zal naar verwachting in 2025 klaar moeten zijn, het gehele park in 2027.